# Лекавалье, Венсан
Венса́н Лекавалье́ (фр. Vincent Lecavalier; 21 апреля 1980, Иль-Бизар, Канада) — канадский хоккеист, обладатель Кубка Стэнли 2004 года в составе «Тампа-Бэй Лайтнинг»

## Биография
Был выбран под общим первым номером на драфте 1998 года, после сезона в Римоски Океаник из Юниорской Лиги Квебека. В своем последнем юниорском сезоне забросил 44 шайбы, сделал 71 голевую передачу, набрав таким образом 115 очков в 58 матчах регулярного сезона. В кубковых играх забил 15 голов, сделал 26 передач (41 очко) в 18 встречах. В результате он стал пятым игроком в истории QMJHL, выбранным под первым номером драфта НХЛ. (Остальные четверо — Ги Лафлёр, Марио Лемьё, Пьер Таржон и Александр Дэйгл.) В Квебеке его также уважали за его достижения вне хоккейной площадки. В 1998 году был назван лучшим молодым спортсменом мужского пола в провинции. Помимо этого, к его достижениям можно отнести включение в состав Всех Звёзд CHL и QMJHL, титул новичка года CHL и титул новичка года QMJHL.
Перед самим драфтом Лекавалье закрепил уроки, полученные в юниорском хоккее, на международном уровне. В 1997 году он был членом золотой юниорской сборной Канады (до 18-ти лет). В 1998 году, уже непосредственно перед драфтом на молодёжном Чемпионате Мира в Финляндии в 1998 году, Винсент забросил одну шайбу и сделал одну передачу в семи матчах. Позже, уже будучи капитаном клуба НХЛ, в 2001 году Лекавалье провел 7 игр на взрослом чемпионате мира, забив 3 шайбы, дважды ассистировав партнерам и набрав таким образом 5 очков в семи проведенных встречах.

### НХЛ
В своем дебютном сезоне 1998—99 Лекавалье был в центре внимания. Благодаря великолепной комбинации физической мощи, скорости, умения обращаться с клюшкой и многому другому, чем он обладал к тому моменту, большинство аналитиков сходилось во мнении — в составе «Молний» появилась будущая суперзвезда Лиги. Но несмотря на это, многие специалисты подметили и тот факт, что Лекавалье часто был немотивирован на игру, что приводило к нестабильному выступлению на высшем уровне юного центрфорварда.
В своём дебютном сезоне молодой игрок, что в принципе не удивительно, не показал и толики того, чем прославил своё имя в юниорском хоккее. Ему удалось забросить лишь 13 шайб, добавив к ним 15 передач. В результате он занял только девятое место среди дебютантов того года по общему бомбардирскому показателю, двенадцатое по количеству передач и восьмое по заброшенным шайбам.
Очевидно, молодой игрок был не готов к жёсткой и плотной опеке защитников. Возможно также, что ему не хватило мощной поддержки одноклубников. Несмотря на кажущийся с первого взгляда провал в дебюте на уровне Лиги, Винсент достаточно успешно провёл сезон на уровне своей команды. Он оказался вторым снайпером (если быть более точным, то третьим, но Уэнделл Кларк сезон заканчивал в составе «Детройта») и четвёртым бомбардиром «Тампы». На уровне НХЛ, помимо отмеченных выше мест среди новичков бомбардиров, Лекавалье был признан лучшим новичком февраля. В межсезонье Винсент сконцентрировался на улучшении своих физических кондиций и сутками не вылезал из тренажёрного зала, явно собираясь перейти на новый качественный уровень игры в предстоящем сезоне.
1 марта 2000 года Лекавалье был выбран капитаном команды, побив достижение своего кумира Стива Айзермана и став самым молодым капитаном в истории НХЛ (позже это достижение превзошли Сидни Кросби и Габриель Ландеског). В сезоне 2001—2002 он был лишён капитанства, одной из причин для этого были конфликты с тренером Джоном Тортореллой.
Впрочем, достаточно скоро Торторелла признал, что форвард серьёзно повзрослел. В сезоне 2003—2004 «Тампа Бэй» смогла выиграть Кубок Стэнли, и немалую роль в этом успехе сыграл Лекавалье — вместе с другими лидерами команды Мартином Сен-Луи (лучшим бомбардиром команды в регулярном сезоне) и Брэдом Ричардсом (лучший бомбардир команды в плей-офф, обладатель Конн Смайт Трофи). Успех пришёл и на уровне сборных: в составе сборной Канады Лекавалье стал обладателем Кубка Мира и был назван лучшим игроком турнира.
Время локаута 2004—2005 года Лекавалье вместе с одноклубниками Ричардсом и Николаем Хабибулиным провёл в России в составе казанского «Ак Барс». Впрочем, тот сезон ему не удался — лишь 16 очков в 30 играх и лишь один гол в 4 играх плей-офф. «Ак Барс» вылетел в 1-м раунде.
В 2006 году Лекавалье стал участником сборной Канады на Олимпийских Играх, однако ни он сам, ни сборная успехов не добились.
Тем не менее, Лекавалье продолжал серьезно прогрессировать. В сезоне 2006—2007 Лекавалье впервые превысил отметку «одно очко в среднем за игру», показав гроссмейстерский результат в 108 баллов. Это стало новым рекордом «Тампа Бэй» (Венсан побил рекорд Сен-Луи на 14 очков). В том же году Лекавалье стал первым игроком «Тампы», забившим больше 50 голов за сезон — 52. Это принесло ему «Морис Ришар Трофи».
Перед началом следующего сезона Лекавалье перенес две операции по поводу перелома плеча и на больном запястье. Возможно, поэтому через сезон результативность Венсана снизилась, однако он снова набирал более одного очка за игру. В ходе сезона Лекавалье провёл 8 игр подряд, в которых набирал более одного результативного очка, став первым, кому удавалась такая серия, со времён 1996 года, когда это сделал Яромир Ягр. Венсан был избран капитаном на Матч всех звёзд НХЛ. Также по итогам сезона ему достались Приз игроку НХЛ за благотворительность и Кинг Клэнси Мемориал Трофи — за активную благотворительную работу.
Замечательная игра Венсана привела к тому, что 12 июля он подписал 11-летнее продление контракта на сумму 85 миллионов долларов (соглашение вступало в силу после завершения сезона 2008—2009 и длилось до 2020 года). Также перед началом сезона 2008—2009 его снова назначили капитаном команды. Контракт был «загружен» в первые годы: в первые семь лет он должен был получать по 10 миллионов долларов, затем сумма спадала до 8.5 миллионов, затем до 4 миллионов, затем до полутора, а затем и до одного миллиона. В среднем его контракт «тянул» на 7.3 миллиона долларов в год.
Очень скоро выяснилось, что такой контракт команде был не по силам. Уже через полгода после начала его действия пошли слухи о том, что Лекавалье могут обменять в «Монреаль» (его родной город), однако Винс никогда не стремился играть в Канаде, предпочитая США, о чём публично заявил в одном из интервью. Впрочем, во время Матча всех звёзд, прошедшего 24 января в Монреале, он получил бурную овацию со стороны зрителей. В апреле Лекавалье перенёс ещё одну операцию на руке, что укоротило его сезон на 4 игры.
Результативность игрока снизилась. После 2008 года он выпал из обоймы игроков, набиравших в среднем больше очка за игру — даже несмотря на подписание супер-талантливого новичка Стивена Стэмкоса. Тем не менее, он остался капитаном и лидером «Тампы», также будучи в рядах топовых игроков Лиги. Лекавалье всегда был готов постоять за команду и в кулачных боях, что, в принципе, ему было несвойственно.
21 января 2013 года Лекавалье провёл свой 1000-й матч в НХЛ, став 280-м игроком, кому удалось это сделать (причём Венсан сыграл 1000 игр в составе одной команды). 25 января во время домашней игры руководство вручило ему несколько ценных подарков по этому поводу, включая серебряную клюшку.
После локаута 2012—2013 контракт Лекавалье стал ещё большей обузой для «Тампы». В результате в июне 2013 года появились слухи о том, что Лекавалье могут обменять в «Торонто», где его контракт мог бы быть выкуплен, после чего Венсан мог бы заключить новое соглашение с теми же «Лайтнинг» (таковы были условия двух выкупов, которые разрешили командам по итогам локаута). Впрочем, в «Торонто» эту информацию опровергли, а представитель Лиги Билл Дэйли разослал по всем командам специальный релиз, в котором говорилось, что не следует пытаться как-то обхитрить рабочее соглашение НХЛ и NHLPA, по условиям которого игрокам запрещалось заключать новые контракты с командами, которые выкупали их контракт, на протяжении одного сезона. Несмотря на то, что к этой информации все отнеслись как к слухам, на следующий день «Тампа» избавилась от контракта Лекавалье, выкупив его. По итогам этой сделки Лекавалье должен был получить от «Лайтнинг» 32.67 миллиона долларов на протяжении будущих 14 лет. «Тампа» сэкономила треть оставшейся суммы, которую должна была выплатить игроку, но главное, освободила 7.3 миллиона в «потолке зарплат».
Лекавалье стал свободным агентом с правом вести переговоры до 5 июля — срока, когда это разрешено всем неограниченно-свободным агентам. Почти сразу обрисовался круг команд, заинтересованных в его услугах. В результате, выбирая между «Филадельфией», «Детройтом» и «Далласом», Венсан остановил свой выбор на «Летчиках», предложивших ему 5-летнее соглашение на 22.5 миллиона долларов (что на один год превысило аналогичное по деньгам предложение «Далласа»). Несмотря на это официально контракт мог быть подписан только после 5-го июля.
Интересно, что после подписания Венсана «Филадельфия» на 300 с лишним тысяч превысила «потолок зарплат», который в сезоне 2013—2014 понизился почти на 10 миллионов. Однако по той причине, что контракт не мог быть подписан ранее 5 июля, боссам «Филадельфии» удалось разрешить ситуацию.
7 января 2016 года «Филадельфия» обменяла Лекавалье и Люка Шенна в «Лос-Анджелес Кингз», взамен «лётчики» получили Джордана Уила и выбор в 3-м раунде драфта 2016. Летом 2016 года хоккеист объявил о завершении игровой карьеры.

## Награды и достижения

### Командные

#### НХЛ
- Обладатель Кубка Стэнли: 2004

#### Сборная Канады
- Обладатель Кубка мира: 2004

### Личные

#### Юниорские
- Обладатель Кубка RDS: 1997
- Лучший новичок года CHL: 1997
- Мишель Бержерон Трофи: 1997
- Лучший драфт-проспект CHL: 1998
- Обладатель Майк Босси Трофи: 1998

#### НХЛ
- Участник матча всех звёзд: 2003, 2007, 2008, 2009
- Обладатель Морис Ришар Трофи: 2007
- Обладатель Кинг Клэнси Трофи: 2008
- Обладатель Приза за благотворительность: 2008

#### Сборная Канады
- Самый ценный игрок Кубка мира: 2004

## Статистика
| Легенда | Легенда                    | Легенда | Легенда                   | Легенда | Легенда    |
| ------- | -------------------------- | ------- | ------------------------- | ------- | ---------- |
| И       | Количество проведённых игр | Штр     | Штрафное время            | +/−     | Плюс-минус |
| Г       | Голы                       | П       | Голевые передачи          | О       | Очки       |
| -       | Статистика неизвестна      | —       | Статистика не учитывалась |         |            |